# مصطفى الشكعة
الدكتور مصطفى محمد الشكعة (أغسطس 1917 ـ 20 أبريل 2011) مفكر وأستاذ جامعي مصري وعضو مجمع البحوث الإسلامية والعميد الأسبق لكلية الآداب جامعة عين شمس، ورئيس لجنة التعريف بالإسلام بالمجلس الأعلى للشئون الإسلامية بوزارة الأوقاف المصرية، وعضو لجنة الحوار الإسلامي المسيحي بالأزهر الشريف.

## مولده ونشأته
وُلد مصطفى محمد الشكعة في محافظة الغربية في أغسطس 1917، ونشأ في قرية محلة مرحوم المجاورة لمدينة طنطا بمحافظة الغربية، وتعلَّم في مدارسها الابتدائية وجانب من الدراسة الثانوية، ولمَّا تُوفي والده لم يكن هناك حاجةٌ للبقاء هناك، فانتقل في أواخر الثلاثينيات من القرن العشرين للإقامة مع أخيه الأكبر الذي كان يعمل موظفًا في القاهرة، وكان هذا الأخ عضوًا في جمعية الشبان المسلمين، إلا أنه سرعان ما انتقل إلى الإخوان المسلمين، وبالتالي انتقل معه الشاب مصطفى إلى الإخوان.

## دراسته وحياته العملية والأكاديمية
حصل الشكعة على درجة الليسانس في الآداب من جامعة القاهرة سنة 1944، ثم الماجستير في الآداب سنة 1951، فالدكتوراه في الآداب عام 1954 من نفس الجامعة.
بدأ حياته العملية مدرسًا بالتعليم الثانوي في الفترة بين عامي 1944 و 1949، ثم خبيرًا بالتخطيط الاجتماعي بين عامي 1949 و 1956 إلى أن التحق بالتدريس بالجامعة سنة 1956 ليعمل مدرسًا بكلية آداب جامعة عين شمس، ثم شغل فيما بعد منصب العميد بنفس الكلية، وانتدب للعمل مستشارًا ثقافيًا بواشنطن بين عامي 1960 و 1965، وبعدها أُعير للتدريس بجامعة بيروت العربية، ثم جامعة أم درمان. كما شغل منصب عميد كلية بجامعة الإمارات.

## من مؤلفاته
- إسلام بلا مذاهب: هو أبرز كتبه على الإطلاق، وهو عمل موسوعي يعرض لنشأة الفرق الإسلامية متتبعاً حركتها وتطورها، وداعياً إلى إسلام بلا مذاهب يقرب ولا يباعد، وإلى توحيد كلمة المسلمين وجمع شملهم.[4]
- فنون الشعر في مجتمع الحمدانيين[3]
- بديع الزمان الهمذاني رائد القصة العربية والمقالة الصحفية[3]
- أبو الطيب المتنبِّي في مصر والعراق[3]
- معالم الحضارة الإسلامية[3]
- الإمام الشافعي[3]
- الإمام أحمد بن حنبل[3]
- مقالات في الدراسات الإسلامية (بالإنجليزية)[3]
- التربية والتعليم في العالم العربي (بالإنجليزية)[3]

## الجوائز
- وسام الجمهورية من الطبقة الرابعة سنة 1959.[3]
- وسام الجمهورية من الطبقة الثانية سنة 1977.[3]
- جائزة الدولة التقديرية في الآداب (مصر) سنة 1989.[3]

## وفاته
توفي الدكتور مصطفى الشكعة مساء يوم الأربعاء 20 أبريل 2011.

## وصلات خارجية
- إخوان أون لاين: د. مصطفى الشكعة يروي حكايته مع الإخوان